# 儀式 (アルバム)
『儀式』（原題：The Ritual）は、アメリカ合衆国のヘヴィメタル・バンド、テスタメントが1992年に発表した5作目のスタジオ・アルバム。本作リリース後にアレックス・スコルニック（後に復帰）とルイ・クレメンテがバンドを脱退し、デビュー時のラインナップによる最後のアルバムとなった。

## 背景
従来の作品よりもスピードを抑えた作風となった。エリック・ピーターソンは2012年、MetalAssault.comのインタビューにおいて本作を「テスタメントのレコードとしては気楽に聴けるけど、極めてメロディックだ。"Return to Serenity"や"Electric Crown"等の良い曲を作ったけど、ドラムは…聞いての通りイージーかな」と形容している。「エレクトリック・クラウン」のミュージック・ビデオには、映画『ロストボーイ』で知られる俳優ビリー・ワースが出演した。
テスタメントの従来の作品は、メガフォース・ワールドワイドが原盤権を持ちアトランティック・レコードから配給されていたが、本作リリース前に両社の契約が切れ、テスタメントは最終的にアトランティックの所属バンドとなった。

## 反響
母国アメリカのBillboard 200では55位に達し、2012年のアルバム『ダーク・ルーツ・オブ・アース』が全米12位の大ヒットとなるまで自己最高記録であった。また、「リターン・トゥ・セレニティ」は『ビルボード』のメインストリーム・ロック・チャートで22位に達した。
イギリスでは1992年5月30日付の全英アルバムチャートで48位を記録するが、2012年に『ダーク・ルーツ・オブ・アース』が全英57位を記録するまでの20年間、バンドはイギリスにおいてヒットに恵まれなくなる。

## 収録曲
1.はインストゥルメンタル。
1. サインズ・オブ・カオス "Signs of Chaos" – 0:30
  - 作曲：アレックス・スコルニック
2. エレクトリック・クラウン "Electric Crown" – 5:30
  - 作詞：チャック・ビリー、アレックス・スコルニック／作曲：アレックス・スコルニック、エリック・ピーターソン
3. ソー・メニー・ライズ "So Many Lies" – 6:04
  - 作詞：チャック・ビリー、エリック・ピーターソン、デル・ジェイムス／作曲：アレックス・スコルニック、エリック・ピーターソン
4. レット・ゴー・オブ・マイ・ワールド "Let Go of My World" – 3:47
  - 作詞：チャック・ビリー、デル・ジェイムス／作曲：エリック・ピーターソン
5. 儀式 "The Ritual" – 7:27
  - 作詞：チャック・ビリー、エリック・ピーターソン、アレックス・スコルニック、デル・ジェイムス／作曲：エリック・ピーターソン、アレックス・スコルニック
6. デッドライン "Deadline" – 4:46
  - 作詞：アレックス・スコルニック、チャック・ビリー／作曲：アレックス・スコルニック
7. アズ・ザ・シーズンズ・グレイ "As the Seasons Grey" – 6:12
  - 作詞：チャック・ビリー、デル・ジェイムス／作曲：エリック・ピーターソン、アレックス・スコルニック
8. アゴニー "Agony" – 4:00
  - 作詞：チャック・ビリー、デル・ジェイムス／作曲：エリック・ピーターソン
9. ザ・サーモン "The Sermon" – 4:41
  - 作詞：チャック・ビリー、デル・ジェイムス／作曲：エリック・ピーターソン
10. リターン・トゥ・セレニティ "Return to Serenity" – 6:30
  - 作詞：チャック・ビリー、エリック・ピーターソン、デル・ジェイムス／作曲：エリック・ピーターソン
11. トラブルド・ドリームズ "Troubled Dreams" – 5:03
  - 作詞：チャック・ビリー、エリック・ピーターソン、デル・ジェイムス／作曲：エリック・ピーターソン、アレックス・スコルニック

## 参加ミュージシャン
- チャック・ビリー - ボーカル
- エリック・ピーターソン - リズムギター、リードギター
- アレックス・スコルニック - リードギター、リズムギター
- グレッグ・クリスチャン - ベース
- ルイ・クレメンテ - ドラムス

アディショナル・ミュージシャン
- ショウン・クロスビー - ヴォイス